# 三國志IX
『三國志IX』（さんごくし・ナイン）は、2003年にコーエー（現・コーエーテクモゲームス）から発売された歴史シミュレーションゲーム。「三國志シリーズ」の第9作。パソコン版で発売された後、PlayStation 2やPlayStation Portableに移植された。音楽は栗山和樹が担当。

## 概要
『三國志VII』と『VIII』の武将プレイから再び君主プレイに戻った。クリア条件は自分以外の勢力を全て滅亡させることで、空白都市及び異民族の都市（烏丸、羌、南蛮、山越、倭）を支配する必要はない。ただし、どのような形でクリアしたかによって、エンディングが分岐する。また、倭は購入当初のプレイでは存在が隠れており、発見イベントを起こすことで、勢力として出現するようになる。
2006年にはソースネクストからWindows向け廉価版も発売された。それまでの同社販売のコーエー作品にはシリアルが付いておらずユーザー登録、すなわちそれに付随してパッチダウンロードやシナリオ購入などができなかった。しかし本作及び同時発売の作品からはシリアルが付属するようになった。その代わりそれまでの作品よりパッケージの厚さや定価が変更された。さらに2008年には同社の「Uメモ」シリーズとして1GBのUSBメモリに収録したものも発売された。インストールが高速で、CD-ROMドライブを持たないパソコンにも可能なことや通常のUSBメモリとしても使え、削除後もソースネクストサイトから再ダウンロードが可能なこと（要ソースネクストへのユーザー登録）が特徴となっている。ただしUメモ版には前述のシリアルは付属していないため一部のサービスが利用できず、またパワーアップキットも適用不可能となっている。

## 主なゲームシステム

### 1枚マップの採用
本作の大きな特徴として、1枚マップの採用がある。『VIII』まででは地図上で全都市が表示されているだけで、実際の戦闘や内政などは専用の画面で行われていたが、一枚マップが採用されたことで、マップ上を軍勢が行軍し、それを見たうえで防衛側も戦略を練る必要性が生じた。また連鎖反応的に戦争が起こりやすく、展開が早くもなっている。
時間の進行は10日ごととなっており、戦略フェイズで武将に指示を出した後、進行フェイズで指示を受けた武将が行動を実行するというシステムになっている。遠方の都市を探索したり外交に行ったりすると、距離に応じた日数を消費するため、それを見越した上で指示を出す必要がある。
戦争は自動進行で、一部隊に最大5人までの武将を配属し、一枚マップ上にある部隊同士または部隊と都市などが自動で攻撃をし、セットした兵法を一定確率で発動するという形になっている。そのため部隊編成には兵法を合わせて連鎖を狙ったり、相手の行動を制約する謀略系戦法を入れたりと事前に戦略を組み立てなければならない。マップ上には障害物も設置できるので、それで時間稼ぎをし、戦況を自軍に優位に持ち出すことも可能である。他君主との同盟は結べないが、外交関係が「友好」以上の勢力に攻め込むと、信望と配下の忠誠が下がる。

### 分岐するエンディング
本作では、主に以下の点でエンディングが分岐する。隋の登場まで繁栄を続けるエンディングから、南北朝時代に突入するもの、程なく滅亡してしまうエンディングまで数多く分けられる。
- 異民族を倒したかどうか
- 君主とエンディングで相国となる武将の相性の近さ
- 後継者の能力、血縁の有無、相性の近さ
- 特定国の内政の充実度
- 配下武将数
- 兵士数
- エンディングで相国、大元帥、西域都護となる武将の能力や熟練度
- アイテム所持数

### その他の特徴
登場武将数は650名。この時点でのシリーズ最多となった。本作では武将を育成できるようになっている。ただし、能力についてはコマンド実行時にランダムで上がるのみである。PS2版では、更に能力の育成も可能になっている。また末期の武将はシリーズでもっとも充実している。
仕事のない武将には人材探索をさせることができ、条件によりアイテムやミニイベントが発生する。
異民族は圧倒的な兵力を誇り、ゲームクリアには滅亡させることは必須ではないが、一度滅亡させた異民族はその後自分で使用することも可能になる。
また、州刺史が州牧より上位となっている。しかし史実では州刺史はただの監視役で軍を指揮する権限がない一方、州牧は全権を掌握しており軍を指揮する権限があり、むしろ州牧のほうが権限が大きかった（なお、『X』では州牧が上位である）。

## シナリオ
シナリオは全部で20編あり、最初から選べるのはそのうちの15編である。一度クリアすると残りの5編のシナリオも選択可能となる。シナリオのうち10編は通常シナリオであり、残りの10編はifシナリオとなっている。さらに2編の追加シナリオがダウンロード販売されており、PC版ではそれを購入することでさらに多くのシナリオを楽しめる。
シナリオオープニングのナレーションは郷里大輔が担当している。

### 通常シナリオ
1. 黄巾の乱と桃園の誓い　184年2月
2. 曹操の挙兵と反董卓連合　190年1月
3. 呂布の兗州強奪と小覇王出陣　194年6月
4. 官渡の戦いと中原の覇者　200年4月
5. 三顧の礼と赤壁の戦い　207年1月
6. 周瑜の死と馬超の復讐　211年7月
7. 漢中王劉備と関羽の不覚　219年7月
8. 南蛮王孟獲と諸葛亮の南征　225年7月
9. 第五次北伐と諸葛亮の死　234年4月
10. 剣閣攻防と蜀の滅亡　263年7月

### ifシナリオ
1. 孫堅の中興　191年2月　孫堅が反董卓連合の後洛陽にとどまっている状態。
2. 白馬将軍の威　191年7月　公孫瓚が劉備を、袁紹が曹操を、袁術が孫策をそれぞれ配下としている。
3. 皇帝呂布　197年6月（※）　成の皇帝となった袁術が死去したのち呂布がその勢力を引き継いだ形。
4. 漢の忠臣ここにあり　200年1月　董承による献帝脱出計画が成功し、劉備が馬騰とともに献帝を擁立して長安から雍州・涼州を領有している。
5. 華北の覇者袁紹　200年10月（※）　官渡の戦いで袁紹が勝利し、洛陽・許昌を領有、献帝を擁立している。
6. 周瑜の天下二分計　210年10月　孫呉が劉璋を降して揚州および江陵から益州を領有し、曹操と対抗している。
7. 曹家分裂　220年1月（※）　曹操の死後、4人の息子達が争い、魏が4つに分裂している。
8. 西蜀動乱　264年1月（※）　蜀漢の滅亡後、蜀の地で鄧艾・鍾会が独立している。
9. 超・三國志　208年1月　小説「超・三國志」（著：今戸榮一）に題材を得たシナリオ。
10. 英雄集結　281年1月（※）　ゲーム内の全ての君主・全ての武将が登場する。

（※）のシナリオは初期状態では選択不可。いずれかのシナリオを一度クリアするとプレイ可能となる。
9・10のシナリオは武将が寿命で死ぬことはない。

### 追加シナリオ
1. 虎狼の帰還　194年　孫堅が長沙で健在。董卓暗殺に失敗した呂布が劉備配下に。
2. 蒼天は死なず　184年　張角率いる黄巾賊を群雄たちが取り囲む。何進は皇帝を擁立したまま江陵に逃れている。

## パワーアップキット
パワーアップキットで追加された事項の一部を紹介する。
- 中継点の追加
- トライアルストーリー
- 兵士抜擢システム
- 勢力統合システム
- 登場武将のエディタシステム
- 新武将が数人追加
- 都市兵法

この他にもCPU勢力のアルゴリズムが一部変更されている。
また追加コンテンツとしてオリジナルアイテムを作成できるエディタが有料会員向けに公式サイトで公開されている。
中継点は、通常版（以下、無印）では直進するしかなかった進軍ルートだが、好きな場所に中継点となる印を付けることでそこに至るまでのルートが中継点を通過してから進むことになる。これによって部隊の進軍ルートを自由に設定できるようになり、要塞の横を避けて進んだり、中継点を駆使して敵部隊をひきつけながら逃げることが可能になるなどより戦略性が増した。
登録武将のエディタシステムは、通常版では設定変更が不可能だった登録武将の能力値、取得兵法、野望、義理などをプレイヤーが自由に設定できるようになった。
兵士抜擢システムは、戦闘の際に自軍の武将が発見した有能な兵士を鍛え、武将として登用することができるもの。だが、優秀な武将を指導係に任命すると能力値90近くの武将が簡単に作れてしまうため、ゲームバランスが崩れるとしてユーザーの間では賛否両論が激しい。PS2版のみ、兵士抜擢システムはプレイ中にON、OFFを選択することができる。
都市兵法は、都市が敵に攻撃された際にその都市に武将が1人でもいれば発動することがある兵法である。都市ごとに兵法が定められており、かつてはただ籠城するだけであったのがこれによって抵抗力が増した。

### トライアルストーリー
覇の章（曹家編）、情の章（孫家編）、忠の章（劉家編）の3つのストーリーがあり、シナリオに沿って戦略を進めるステージクリア型のモード。各ステージでの勝利条件の達成の仕方によりストーリーの分岐がある。なお、いずれかのシナリオをクリアすると武の章（呂布編）がプレイ可能になり、孝の章（馬超編）のストーリーはダウンロード販売により提供された。

### チャレンジシナリオ
PS2版およびPSP版のみの追加要素。限られた期間で課題のクリアを目指すゲームモード。チュートリアルシナリオ、通常シナリオ、ifシナリオの三種類に分類されている。

## PC版とPS2版の違い
PC版では無印の場合CPU勢力が兵糧不足で自滅することが多い。
前述の能力を上げられることに加え、兵法育成もPC版では特定の都市で弱い兵法が1つ3ヶ月かけて覚えられる程度であったが、PS2版では熟練が上がれば随時兵法を増やすことができる（PS2版でも設定で育成不可にもできる）。兵士抜擢システムでもPS2版のほうが強い武将が出現しやすいが、抜擢武将を登場させないようにすることもできるようになった。